# Ganggrab von Restrup
Das Ganggrab von Restrup ist ein neolithisches Großsteingrab mit der Sprockhoff-Nr. 886. Es entstand zwischen 3500 und 2800 v. Chr. als Megalithanlage der Trichterbecherkultur (TBK). Neolithische Monumente sind Ausdruck der Kultur und Ideologie neolithischer Gesellschaften. Ihre Entstehung und Funktion gelten als Kennzeichen der sozialen Entwicklung.
Das Großsteingrab liegt südöstlich der Hofgruppe Restrup in einer Baumgruppe, etwa zwei Kilometer nordwestlich vom Eggermühlener Ortsteil Döthen, nahe der L73 (Bippener Str.), in der Samtgemeinde Bersenbrück im Landkreis Osnabrück in Niedersachsen. Hier liegt auch ein hierhin versetzter Schalenstein, der hier als „Näpfchenstein“ bezeichnet wird. Der viereckige Wall um das Grab ist neuzeitlich.

## Das Ganggrab
Es handelt sich um eine Ost-West orientierte relativ gut erhalten Emsländische Kammer von neun etwa Metern Länge, ohne Reste einer Einfassung. Die Kammer liegt ziemlich tief im Grabhügel. Von den ursprünglich 14 Tragsteinen fehlen zwei. Von den ursprünglich fünf Decksteinen fehlt einer, einer ist zerbrochen, ein weiterer ist nur zur Hälfte erhalten und trägt deutliche Spuren eines Spaltungsversuchs. Die lichte Weite der Kammer beträgt an den Außenenden jeweils etwa 1,8 Meter und in der Mitte zwei Meter. Die Tragsteine des mittleren und größten Decksteins (im Zugangsbereich) stehen derart weit aus der Phalanx, dass Innen drei Bereiche unterschiedlicher Breite gebildet werden. Die nördliche Längsseite ist leicht nach innen gebogen. Der Zugang, von dem sich keine Steine erhalten haben, befindet sich auf der Südseite.

## Der Näpfchenstein

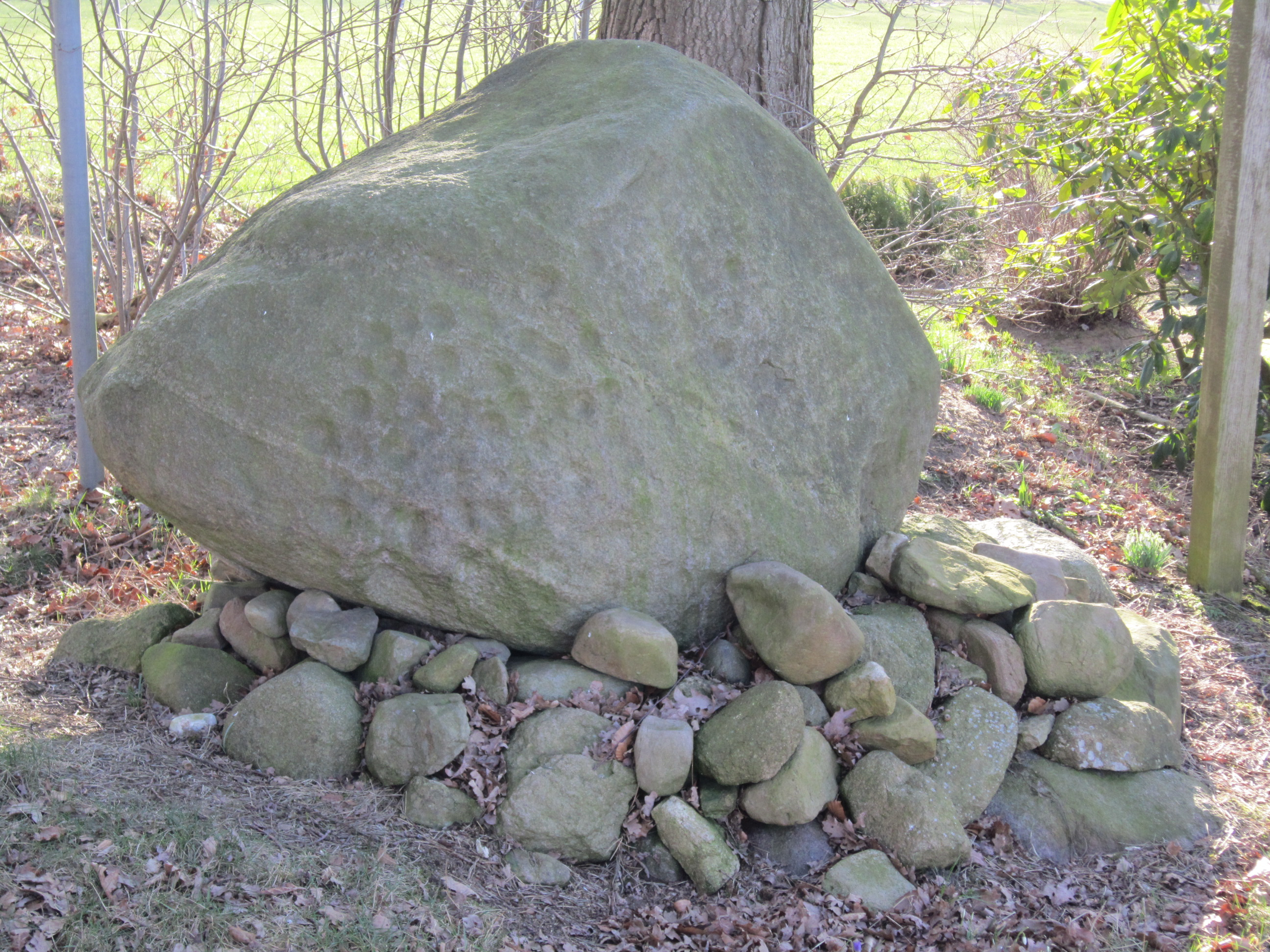
Der Näpfchenstein

Direkt neben der Megalithanlage steht der „Teufels- oder Deuvelstein“. Der Findling ist ein 1,75 Meter langer, 1,15 Meter breiter und 1,1 Meter hoher Granitblock. Seinen Namen bekam er von Sagen, die ihn mit dem Teufel in Verbindung brachten, der die Schälchen mit dem Daumen in den Stein gedrückt haben und für eine größere Bruchstelle verantwortlich sein soll. Auf seiner gewölbten Oberfläche trägt er 66 Schälchen. Wie bei allen Schalensteinen ist der Zweck der Vertiefungen, die sich bei diesem Stein an einer der senkrechten Seiten befinden, unbekannt.
Durch Zufall entging er der Zerstörung und wurde 1956 von Walter Nowothnig (1903–1971) wissenschaftlich untersucht. Es ist einer der seltenen Fälle, bei denen an einem Schalenstein archäologische Befunde gewonnen wurden. Es zeigte sich, dass der Stein zur Schaffung einer ausreichenden Standfläche bearbeitet wurde. Unter ihm fand man durch Hitze zersprungenen Feuerstein, Holzkohle und Knochenbruchstücke, deren anthropologische Untersuchung nicht klären konnte, ob es sich um menschliche oder tierische Reste handelt. Nach der Untersuchung wurde der ursprünglich wenig südlich von Restrup gefundene Schalenstein an seinen heutigen Platz gebracht.